# Handbal op de Olympische Zomerspelen 2024 – mannen
Het handbaltoernooi voor mannen tijdens de Olympische Zomerspelen 2024 in Parijs begon op 27 juli en eindigde op 11 augustus 2024.
De twaalf deelnemende teams waren verdeeld over twee groepen van zes, waarin een halve competitie werdtgespeeld. Aan het einde van de groepsfase gingen de nummers één tot en met vier van elke groep door naar de kwartfinales, de winnaars van de vier kwartfinales gingen door naar de halve finales. De winnaars van de halve finales bereikten de finale, de verliezers van de halve finales speelden een wedstrijd om de bronzen medaille. De groepsfase werd gespeeld in de Paris Expo Porte de Versailles. De knock-outfase vond plaats in het Stade Pierre-Mauroy in Rijsel (Frans: Lille).

## Kwalificatie
Twaalf teams namen deel aan het toernooi. Gastland Frankrijk was automatisch geplaatst. De overige elf landenteams plaatsten zich via het wereldkampioenschap, Europese kampioenschap, continentale kwalificatietoernooien of intercontinentale kwalificatietoernooien.
| Toernooi                       | Datum                        | Locatie      | Plaatsen | Gekwalificeerd      |
| ------------------------------ | ---------------------------- | ------------ | -------- | ------------------- |
| Gastland                       | 13 september 2017            | –            | 1        | Frankrijk           |
| Wereldkampioenschap 2023       | 12 – 29 januari 2023         | Polen Zweden | 1        | Denemarken          |
| Afrikaans kampioenschap 2024   | 18 – 24 januari 2024         | Caïro        | 1        | Egypte              |
| Aziatisch kwalificatietoernooi | 18 – 28 oktober 2023         | Doha         | 1        | Japan               |
| Europees kampioenschap 2024    | 18 – 24 januari 2024         | Keulen       | 1        | Zweden              |
| Pan-Amerikaanse Spelen 2023    | 21 oktober – 1 november 2023 | Santiago     | 1        | Argentinië          |
| OKT I                          | 11 – 17 maart 2024           | Granollers   | 2        | Spanje Slowakije    |
| OKT II                         | 11 – 17 maart 2024           | Hannover     | 2        | Duitsland Kroatië   |
| OKT III                        | 11 – 17 maart 2024           | Tatabánya    | 2        | Noorwegen Hongarije |
| Totaal                         |                              |              | 12       |                     |

## Groepsfase
Alle tijden zijn lokaal (UTC+2).

### Groep A
| Pos | Team      | Wed | W | G | V | Ptn | DV  | DT  | +/− | Kwalificatie |
| --- | --------- | --- | - | - | - | --- | --- | --- | --- | ------------ |
| 1   | Duitsland | 5   | 4 | 0 | 1 | 8   | 162 | 144 | +18 | Kwartfinales |
| 2   | Slovenië  | 5   | 3 | 0 | 2 | 6   | 140 | 142 | −2  | Kwartfinales |
| 3   | Spanje    | 5   | 3 | 0 | 2 | 6   | 151 | 148 | +3  | Kwartfinales |
| 4   | Zweden    | 5   | 3 | 0 | 2 | 6   | 158 | 139 | +19 | Kwartfinales |
| 5   | Kroatië   | 5   | 2 | 0 | 3 | 4   | 148 | 156 | −8  |              |
| 6   | Japan     | 5   | 0 | 0 | 5 | 0   | 143 | 173 | −30 |              |

| 27 juli 2024 09:00 | Spanje  | 25–22   | Slovenië | Paris Expo Porte de Versailles, Parijs Scheidsrechters: C. Bonaventura, J. Bonaventura (FRA) |
| 27 juli 2024 09:00 | Gómez 7 | (8–11)  | Bombač 5 | Paris Expo Porte de Versailles, Parijs Scheidsrechters: C. Bonaventura, J. Bonaventura (FRA) |
| 27 juli 2024 09:00 | 3×      | verslag | 5×       | Paris Expo Porte de Versailles, Parijs Scheidsrechters: C. Bonaventura, J. Bonaventura (FRA) |

| 27 juli 2024 14:00 | Kroatië    | 30–29   | Japan       | Paris Expo Porte de Versailles, Parijs Scheidsrechters: Jørum, Kleven (NOR) |
| 27 juli 2024 14:00 | Šoštarič 6 | (13–18) | Yasuhira 10 | Paris Expo Porte de Versailles, Parijs Scheidsrechters: Jørum, Kleven (NOR) |
| 27 juli 2024 14:00 | 3×         | verslag | 4×          | Paris Expo Porte de Versailles, Parijs Scheidsrechters: Jørum, Kleven (NOR) |

| 27 juli 2024 19:00 | Duitsland | 30–27   | Zweden  | Paris Expo Porte de Versailles, Parijs Scheidsrechters: Hansen, Madsen (DEN) |
| 27 juli 2024 19:00 | Uščins 8  | (12–11) | Wanne 8 | Paris Expo Porte de Versailles, Parijs Scheidsrechters: Hansen, Madsen (DEN) |
| 27 juli 2024 19:00 | 1×        | verslag | 2×      | Paris Expo Porte de Versailles, Parijs Scheidsrechters: Hansen, Madsen (DEN) |

| 29 juli 2024 09:00 | Japan      | 26–37   | Duitsland | Paris Expo Porte de Versailles, Parijs Scheidsrechters: Bíró, Kiss (HUN) |
| 29 juli 2024 09:00 | Fujisaka 6 | (10–21) | Uščins 7  | Paris Expo Porte de Versailles, Parijs Scheidsrechters: Bíró, Kiss (HUN) |
| 29 juli 2024 09:00 | 3×         | verslag | 1×        | Paris Expo Porte de Versailles, Parijs Scheidsrechters: Bíró, Kiss (HUN) |

| 29 juli 2024 11:00 | Slovenië     | 31–29   | Kroatië        | Paris Expo Porte de Versailles, Parijs Scheidsrechters: Nachevski, Nikolov (MKD) |
| 29 juli 2024 11:00 | Janc, Vlah 8 | (13–13) | drie spelers 5 | Paris Expo Porte de Versailles, Parijs Scheidsrechters: Nachevski, Nikolov (MKD) |
| 29 juli 2024 11:00 | 1× 5×        | verslag | 1× 8× 1×       | Paris Expo Porte de Versailles, Parijs Scheidsrechters: Nachevski, Nikolov (MKD) |

| 29 juli 2024 16:00 | Zweden         | 29–26   | Spanje      | Paris Expo Porte de Versailles, Parijs Scheidsrechters: Horáček, Novotný (CZE) |
| 29 juli 2024 16:00 | drie spelers 5 | (11–11) | Fernández 7 | Paris Expo Porte de Versailles, Parijs Scheidsrechters: Horáček, Novotný (CZE) |
| 29 juli 2024 16:00 | 1× 4×          | verslag | 1× 5×       | Paris Expo Porte de Versailles, Parijs Scheidsrechters: Horáček, Novotný (CZE) |

| 31 juli 2024 11:00 | Kroatië      | 31–26   | Duitsland | Paris Expo Porte de Versailles, Parijs Scheidsrechters: Horáček, Novotný (CZE) |
| 31 juli 2024 11:00 | Martinović 9 | (15–13) | Golla 8   | Paris Expo Porte de Versailles, Parijs Scheidsrechters: Horáček, Novotný (CZE) |
| 31 juli 2024 11:00 | 1× 5× 1×     | verslag |           | Paris Expo Porte de Versailles, Parijs Scheidsrechters: Horáček, Novotný (CZE) |

| 31 juli 2024 14:00 | Spanje      | 37–33   | Japan                | Paris Expo Porte de Versailles, Parijs Scheidsrechters: Pavićević, Ražnatović (MNE) |
| 31 juli 2024 14:00 | Odriozola 6 | (20–18) | Fujisaka, Yasuhira 7 | Paris Expo Porte de Versailles, Parijs Scheidsrechters: Pavićević, Ražnatović (MNE) |
| 31 juli 2024 14:00 | 1×          | verslag | 1×                   | Paris Expo Porte de Versailles, Parijs Scheidsrechters: Pavićević, Ražnatović (MNE) |

| 31 juli 2024 16:00 | Slovenië | 29–24   | Zweden   | Paris Expo Porte de Versailles, Parijs Scheidsrechters: Brunner, Salah (SUI) |
| 31 juli 2024 16:00 | Janc 10  | (15–14) | Wanne 6  | Paris Expo Porte de Versailles, Parijs Scheidsrechters: Brunner, Salah (SUI) |
| 31 juli 2024 16:00 | 1× 4× 1× | verslag | 1× 3× 1× | Paris Expo Porte de Versailles, Parijs Scheidsrechters: Brunner, Salah (SUI) |

| 2 augustus 2024 14:00 | Kroatië      | 27–38   | Zweden   | Paris Expo Porte de Versailles, Parijs Scheidsrechters: C. Bonaventura, J. Bonaventura (FRA) |
| 2 augustus 2024 14:00 | Martinović 8 | (15–18) | Pellas 9 | Paris Expo Porte de Versailles, Parijs Scheidsrechters: C. Bonaventura, J. Bonaventura (FRA) |
| 2 augustus 2024 14:00 | 1× 4×        | verslag | 3×       | Paris Expo Porte de Versailles, Parijs Scheidsrechters: C. Bonaventura, J. Bonaventura (FRA) |

| 2 augustus 2024 16:00 | Duitsland | 33–31   | Spanje   | Paris Expo Porte de Versailles, Parijs Scheidsrechters: Nachevski, Nikolov (MKD) |
| 2 augustus 2024 16:00 | Uščins 8  | (20–18) | Gómez 10 | Paris Expo Porte de Versailles, Parijs Scheidsrechters: Nachevski, Nikolov (MKD) |
| 2 augustus 2024 16:00 | 5×        | verslag | 3×       | Paris Expo Porte de Versailles, Parijs Scheidsrechters: Nachevski, Nikolov (MKD) |

| 2 augustus 2024 19:00 | Japan      | 28–29   | Slovenië | Paris Expo Porte de Versailles, Parijs Scheidsrechters: Hansen, Madsen (DEN) |
| 2 augustus 2024 19:00 | Yasuhira 8 | (15–15) | Vlah 14  | Paris Expo Porte de Versailles, Parijs Scheidsrechters: Hansen, Madsen (DEN) |
| 2 augustus 2024 19:00 | 7×         | verslag | 1× 6×    | Paris Expo Porte de Versailles, Parijs Scheidsrechters: Hansen, Madsen (DEN) |

| 4 augustus 2024 09:00 | Zweden     | 40–27   | Japan     | Paris Expo Porte de Versailles, Parijs Scheidsrechters: Schulze, Tönnies (GER) |
| 4 augustus 2024 09:00 | Karlsson 6 | (16–9)  | Sugioka 9 | Paris Expo Porte de Versailles, Parijs Scheidsrechters: Schulze, Tönnies (GER) |
| 4 augustus 2024 09:00 | 2×         | verslag | 2×        | Paris Expo Porte de Versailles, Parijs Scheidsrechters: Schulze, Tönnies (GER) |

| 4 augustus 2024 14:00 | Duitsland | 36–29   | Slovenië | Paris Expo Porte de Versailles, Parijs Scheidsrechters: Jørum, Kleven (NOR) |
| 4 augustus 2024 14:00 | Häfner 7  | (23–14) | Horžen 7 | Paris Expo Porte de Versailles, Parijs Scheidsrechters: Jørum, Kleven (NOR) |
| 4 augustus 2024 14:00 | 1×        | verslag | 1×       | Paris Expo Porte de Versailles, Parijs Scheidsrechters: Jørum, Kleven (NOR) |

| 4 augustus 2024 21:00 | Spanje      | 32–31   | Kroatië   | Paris Expo Porte de Versailles, Parijs Scheidsrechters: Horáček, Novotný (CZE) |
| 4 augustus 2024 21:00 | Rodríguez 6 | (20–15) | Klarica 7 | Paris Expo Porte de Versailles, Parijs Scheidsrechters: Horáček, Novotný (CZE) |
| 4 augustus 2024 21:00 | 2×          | verslag | 1× 6×     | Paris Expo Porte de Versailles, Parijs Scheidsrechters: Horáček, Novotný (CZE) |

### Groep B
| Pos | Team          | Wed | W | G | V | Ptn | DV  | DT  | +/− | Kwalificatie |
| --- | ------------- | --- | - | - | - | --- | --- | --- | --- | ------------ |
| 1   | Denemarken    | 5   | 5 | 0 | 0 | 10  | 165 | 133 | +32 | Kwartfinales |
| 2   | Egypte        | 5   | 3 | 1 | 1 | 7   | 148 | 140 | +8  | Kwartfinales |
| 3   | Noorwegen     | 5   | 3 | 0 | 2 | 6   | 139 | 136 | +3  | Kwartfinales |
| 4   | Frankrijk (G) | 5   | 2 | 1 | 2 | 5   | 129 | 131 | −2  | Kwartfinales |
| 5   | Hongarije     | 5   | 1 | 0 | 4 | 2   | 137 | 138 | −1  |              |
| 6   | Argentinië    | 5   | 0 | 0 | 5 | 0   | 131 | 171 | −40 |              |

| 27 juli 2024 11:00 | Hongarije | 32–35   | Egypte       | Paris Expo Porte de Versailles, Parijs Scheidsrechters: Nachevski, Nikolov (MKD) |
| 27 juli 2024 11:00 | Imre 7    | (15–19) | Adel, Omar 9 | Paris Expo Porte de Versailles, Parijs Scheidsrechters: Nachevski, Nikolov (MKD) |
| 27 juli 2024 11:00 | 4×        | verslag | 1× 2×        | Paris Expo Porte de Versailles, Parijs Scheidsrechters: Nachevski, Nikolov (MKD) |

| 27 juli 2024 16:00 | Noorwegen  | 36–31   | Argentinië   | Paris Expo Porte de Versailles, Parijs Scheidsrechters: Horáček, Novotný (CZE) |
| 27 juli 2024 16:00 | Grøndahl 8 | (22–15) | D. Simonet 5 | Paris Expo Porte de Versailles, Parijs Scheidsrechters: Horáček, Novotný (CZE) |
| 27 juli 2024 16:00 | 1×         | verslag | 3×           | Paris Expo Porte de Versailles, Parijs Scheidsrechters: Horáček, Novotný (CZE) |

| 27 juli 2024 21:00 | Denemarken         | 37–29   | Frankrijk | Paris Expo Porte de Versailles, Parijs Scheidsrechters: Schulze, Tönnies (GER) |
| 27 juli 2024 21:00 | Gidsel, Pytlick 11 | (18–17) | Descat 7  | Paris Expo Porte de Versailles, Parijs Scheidsrechters: Schulze, Tönnies (GER) |
| 27 juli 2024 21:00 | 1×                 | verslag | 1× 4×     | Paris Expo Porte de Versailles, Parijs Scheidsrechters: Schulze, Tönnies (GER) |

| 29 juli 2024 14:00 | Egypte         | 27–30   | Denemarken          | Paris Expo Porte de Versailles, Parijs Scheidsrechters: Lah, Sok (SLO) |
| 29 juli 2024 14:00 | drie spelers 5 | (9–19)  | Arnoldsen, Gidsel 8 | Paris Expo Porte de Versailles, Parijs Scheidsrechters: Lah, Sok (SLO) |
| 29 juli 2024 14:00 | 1× 3×          | verslag | 1× 3×               | Paris Expo Porte de Versailles, Parijs Scheidsrechters: Lah, Sok (SLO) |

| 29 juli 2024 19:00 | Frankrijk | 22–27   | Noorwegen | Paris Expo Porte de Versailles, Parijs Scheidsrechters: García, Marín (ESP) |
| 29 juli 2024 19:00 | Mem 10    | (11–16) | Blonz 7   | Paris Expo Porte de Versailles, Parijs Scheidsrechters: García, Marín (ESP) |
| 29 juli 2024 19:00 | 1×        | verslag | 2×        | Paris Expo Porte de Versailles, Parijs Scheidsrechters: García, Marín (ESP) |

| 29 juli 2024 21:00 | Argentinië   | 25–35   | Hongarije | Paris Expo Porte de Versailles, Parijs Scheidsrechters: Schulze, Tönnies (GER) |
| 29 juli 2024 21:00 | P. Simonet 5 | (12–17) | Imre 7    | Paris Expo Porte de Versailles, Parijs Scheidsrechters: Schulze, Tönnies (GER) |
| 29 juli 2024 21:00 | 4× 2×        | verslag | 3×        | Paris Expo Porte de Versailles, Parijs Scheidsrechters: Schulze, Tönnies (GER) |

| 31 juli 2024 09:00 | Noorwegen | 26–25   | Hongarije      | Paris Expo Porte de Versailles, Parijs Scheidsrechters: Lah, Sok (SLO) |
| 31 juli 2024 09:00 | Blonz 9   | (11–13) | drie spelers 6 | Paris Expo Porte de Versailles, Parijs Scheidsrechters: Lah, Sok (SLO) |
| 31 juli 2024 09:00 | 4×        | verslag | 3×             | Paris Expo Porte de Versailles, Parijs Scheidsrechters: Lah, Sok (SLO) |

| 31 juli 2024 19:00 | Frankrijk  | 26–26   | Egypte | Paris Expo Porte de Versailles, Parijs Scheidsrechters: Kurtagic, Wetterwik (SWE) |
| 31 juli 2024 19:00 | Fabregas 5 | (11–15) | Omar 8 | Paris Expo Porte de Versailles, Parijs Scheidsrechters: Kurtagic, Wetterwik (SWE) |
| 31 juli 2024 19:00 | 3×         | verslag | 2×     | Paris Expo Porte de Versailles, Parijs Scheidsrechters: Kurtagic, Wetterwik (SWE) |

| 31 juli 2024 21:00 | Denemarken | 38–27   | Argentinië | Paris Expo Porte de Versailles, Parijs Scheidsrechters: Belkhiri, Hamidi (ALG) |
| 31 juli 2024 21:00 | Gidsel 13  | (19–14) | Parker 6   | Paris Expo Porte de Versailles, Parijs Scheidsrechters: Belkhiri, Hamidi (ALG) |
| 31 juli 2024 21:00 | 5×         | verslag | 2× 4× 1×   | Paris Expo Porte de Versailles, Parijs Scheidsrechters: Belkhiri, Hamidi (ALG) |

| 2 augustus 2024 09:00 | Hongarije | 25–28   | Denemarken | Paris Expo Porte de Versailles, Parijs Scheidsrechters: García, Marín (ESP) |
| 2 augustus 2024 09:00 | Ilić 5    | (14–16) | Gidsel 8   | Paris Expo Porte de Versailles, Parijs Scheidsrechters: García, Marín (ESP) |
| 2 augustus 2024 09:00 | 6×        | verslag | 1×         | Paris Expo Porte de Versailles, Parijs Scheidsrechters: García, Marín (ESP) |

| 2 augustus 2024 11:00 | Argentinië | 21–28   | Frankrijk | Paris Expo Porte de Versailles, Parijs Scheidsrechters: Pavićević, Ražnatović (MNE) |
| 2 augustus 2024 11:00 | Parker 7   | (8–15)  | Descat 8  | Paris Expo Porte de Versailles, Parijs Scheidsrechters: Pavićević, Ražnatović (MNE) |
| 2 augustus 2024 11:00 | 4×         | verslag | 1×        | Paris Expo Porte de Versailles, Parijs Scheidsrechters: Pavićević, Ražnatović (MNE) |

| 2 augustus 2024 21:00 | Noorwegen  | 25–26   | Egypte | Paris Expo Porte de Versailles, Parijs Scheidsrechters: Schulze, Tönnies (GER) |
| 2 augustus 2024 21:00 | Reinkind 7 | (13–14) | Omar 7 | Paris Expo Porte de Versailles, Parijs Scheidsrechters: Schulze, Tönnies (GER) |
| 2 augustus 2024 21:00 | 2× 1×      | verslag | 2×     | Paris Expo Porte de Versailles, Parijs Scheidsrechters: Schulze, Tönnies (GER) |

| 4 augustus 2024 11:00 | Egypte              | 34–27   | Argentinië   | Paris Expo Porte de Versailles, Parijs Scheidsrechters: Bíró, Kiss (HUN) |
| 4 augustus 2024 11:00 | S. El-Deraa, Zein 6 | (14–15) | F. Pizarro 6 | Paris Expo Porte de Versailles, Parijs Scheidsrechters: Bíró, Kiss (HUN) |
| 4 augustus 2024 11:00 | 4×                  | verslag | 1×           | Paris Expo Porte de Versailles, Parijs Scheidsrechters: Bíró, Kiss (HUN) |

| 4 augustus 2024 16:00 | Hongarije | 20–24   | Frankrijk | Paris Expo Porte de Versailles, Parijs Scheidsrechters: Hansen, Madsen (DEN) |
| 4 augustus 2024 16:00 | Imre 6    | (8–11)  | Prandi 7  | Paris Expo Porte de Versailles, Parijs Scheidsrechters: Hansen, Madsen (DEN) |
| 4 augustus 2024 16:00 |           | verslag | 1× 2×     | Paris Expo Porte de Versailles, Parijs Scheidsrechters: Hansen, Madsen (DEN) |

| 4 augustus 2024 19:00 | Denemarken | 32–25   | Noorwegen  | Paris Expo Porte de Versailles, Parijs Scheidsrechters: Nachevski, Nikolov (MKD) |
| 4 augustus 2024 19:00 | Pytlick 9  | (17–12) | Reinkind 6 | Paris Expo Porte de Versailles, Parijs Scheidsrechters: Nachevski, Nikolov (MKD) |
| 4 augustus 2024 19:00 | 2× 3×      | verslag | 4×         | Paris Expo Porte de Versailles, Parijs Scheidsrechters: Nachevski, Nikolov (MKD) |

## Knock-outfase
|  | Kwartfinales   | Kwartfinales |             |    | Halve finales | Halve finales |  |  | Finale | Finale |
|  |                |              |             |    |               |               |  |  |        |        |
|  | 7 augustus     |              |             |    |               |               |  |  |        |        |
|  |                |              |             |    |               |               |  |  |        |        |
|  | Duitsland (ET) | 35           |             |    |               |               |  |  |        |        |
|  | Duitsland (ET) | 35           | 9 augustus  |    |               |               |  |  |        |        |
|  | Frankrijk      | 34           |             |    |               |               |  |  |        |        |
|  | Frankrijk      | 34           | Duitsland   | 25 |               |               |  |  |        |        |
|  | 7 augustus     |              | Duitsland   | 25 |               |               |  |  |        |        |
|  |                | Spanje       | 24          |    |               |               |  |  |        |        |
|  | Spanje         | Spanje       | 24          | 29 |               |               |  |  |        |        |
|  | Spanje         |              | 11 augustus | 29 |               |               |  |  |        |        |
|  | Egypte         | 28           |             |    |               |               |  |  |        |        |
|  | Egypte         | 28           | Duitsland   | 26 |               |               |  |  |        |        |
|  | 7 augustus     |              | Duitsland   | 26 |               |               |  |  |        |        |
|  |                | Denemarken   | 39          |    |               |               |  |  |        |        |
|  | Noorwegen      | Denemarken   | 39          | 28 |               |               |  |  |        |        |
|  | Noorwegen      | 9 augustus   |             | 28 |               |               |  |  |        |        |
|  | Slovenië       | 33           |             |    |               |               |  |  |        |        |
|  | Slovenië       | 33           | Slovenië    | 30 |               |               |  |  |        |        |
|  | 7 augustus     |              | Slovenië    | 30 |               |               |  |  |        |        |
|  |                | Denemarken   | 31          |    | Troostfinale  | Troostfinale  |  |  |        |        |
|  | Denemarken     | Denemarken   | 31          | 32 | Troostfinale  | Troostfinale  |  |  |        |        |
|  | Denemarken     |              | 11 augustus | 32 |               |               |  |  |        |        |
|  | Zweden         | 31           |             |    |               |               |  |  |        |        |
|  | Zweden         | 31           | Spanje      | 23 |               |               |  |  |        |        |
|  |                |              |             |    |               |               |  |  |        |        |
|  | Slovenië       | 22           |             |    |               |               |  |  |        |        |
|  | Slovenië       | 22           |             |    |               |               |  |  |        |        |

### Kwartfinales
| 7 augustus 2024 09:30 | Spanje                              | 29–28 (n.V.) | Egypte        | Stade Pierre-Mauroy, Rijsel Scheidsrechters: Horáček, Novotný (CZE) |
| 7 augustus 2024 09:30 | Gómez 9                             | (8–12)       | Y. El-Deraa 8 | Stade Pierre-Mauroy, Rijsel Scheidsrechters: Horáček, Novotný (CZE) |
| 7 augustus 2024 09:30 | 2×                                  | verslag      | 5×            | Stade Pierre-Mauroy, Rijsel Scheidsrechters: Horáček, Novotný (CZE) |
| 7 augustus 2024 09:30 | Regulier: 25–25 Verlenging(en): 4–3 |              |               | Stade Pierre-Mauroy, Rijsel Scheidsrechters: Horáček, Novotný (CZE) |

| 7 augustus 2024 13:30 | Duitsland                           | 35–34 (n.V.) | Frankrijk | Stade Pierre-Mauroy, Rijsel Scheidsrechters: Hansen, Madsen (DEN) |
| 7 augustus 2024 13:30 | Uščins 14                           | (14–17)      | Mem 10    | Stade Pierre-Mauroy, Rijsel Scheidsrechters: Hansen, Madsen (DEN) |
| 7 augustus 2024 13:30 | 3×                                  | verslag      | 1× 6×     | Stade Pierre-Mauroy, Rijsel Scheidsrechters: Hansen, Madsen (DEN) |
| 7 augustus 2024 13:30 | Regulier: 29–29 Verlenging(en): 6–5 |              |           | Stade Pierre-Mauroy, Rijsel Scheidsrechters: Hansen, Madsen (DEN) |

| 7 augustus 2024 17:30 | Denemarken | 32–31   | Zweden  | Stade Pierre-Mauroy, Rijsel Scheidsrechters: C. Bonaventura, J. Bonaventura (FRA) |
| 7 augustus 2024 17:30 | Pytlick 9  | (16–16) | Claar 7 | Stade Pierre-Mauroy, Rijsel Scheidsrechters: C. Bonaventura, J. Bonaventura (FRA) |
| 7 augustus 2024 17:30 | 2× 3×      | verslag | 1× 4×   | Stade Pierre-Mauroy, Rijsel Scheidsrechters: C. Bonaventura, J. Bonaventura (FRA) |

| 7 augustus 2024 21:30 | Noorwegen | 28–33   | Slovenië | Stade Pierre-Mauroy, Rijsel Scheidsrechters: García, Marín (ESP) |
| 7 augustus 2024 21:30 | Blonz 7   | (12–16) | Vlah 11  | Stade Pierre-Mauroy, Rijsel Scheidsrechters: García, Marín (ESP) |
| 7 augustus 2024 21:30 | 4×        | verslag | 1×       | Stade Pierre-Mauroy, Rijsel Scheidsrechters: García, Marín (ESP) |

### Halve finales
| 9 augustus 2024 16:30 | Duitsland | 25–24   | Spanje      | Stade Pierre-Mauroy, Rijsel Scheidsrechters: Nachevski, Nikolov (MKD) |
| 9 augustus 2024 16:30 | Uščins 6  | (12–12) | Fernández 5 | Stade Pierre-Mauroy, Rijsel Scheidsrechters: Nachevski, Nikolov (MKD) |
| 9 augustus 2024 16:30 | 1×        | verslag | 1×          | Stade Pierre-Mauroy, Rijsel Scheidsrechters: Nachevski, Nikolov (MKD) |

| 9 augustus 2024 21:30 | Slovenië       | 30–31   | Denemarken  | Stade Pierre-Mauroy, Rijsel Scheidsrechters: Horáček, Novotný (CZE) |
| 9 augustus 2024 21:30 | Bombač, Vlah 7 | (10–15) | M. Landin 6 | Stade Pierre-Mauroy, Rijsel Scheidsrechters: Horáček, Novotný (CZE) |
| 9 augustus 2024 21:30 | 3×             | verslag | 1×          | Stade Pierre-Mauroy, Rijsel Scheidsrechters: Horáček, Novotný (CZE) |

### Troostfinale
| 11 augustus 2024 09:00 | Spanje  | 23–22   | Slovenië  | Stade Pierre-Mauroy, Rijsel Scheidsrechters: Hansen, Madsen (DEN) |
| 11 augustus 2024 09:00 | Gómez 5 | (12–12) | Dolenec 6 | Stade Pierre-Mauroy, Rijsel Scheidsrechters: Hansen, Madsen (DEN) |
| 11 augustus 2024 09:00 | 2×      | verslag | 3×        | Stade Pierre-Mauroy, Rijsel Scheidsrechters: Hansen, Madsen (DEN) |

### Finale
| 11 augustus 2024 13:30 | Duitsland | 26–39   | Denemarken | Stade Pierre-Mauroy, Rijsel Scheidsrechters: Lah, Sok (SLO) |
| 11 augustus 2024 13:30 | Knorr 6   | (12–21) | Gidsel 11  | Stade Pierre-Mauroy, Rijsel Scheidsrechters: Lah, Sok (SLO) |
| 11 augustus 2024 13:30 | 1×        | verslag | 1×         | Stade Pierre-Mauroy, Rijsel Scheidsrechters: Lah, Sok (SLO) |

## Eindrangschikking
| Rang   | Team       |
| ------ | ---------- |
| Goud   | Denemarken |
| Zilver | Duitsland  |
| Brons  | Spanje     |
| 4      | Slovenië   |
| 5      | Egypte     |
| 6      | Noorwegen  |
| 7      | Zweden     |
| 8      | Frankrijk  |
| 9      | Kroatië    |
| 10     | Hongarije  |
| 11     | Japan      |
| 12     | Argentinië |

| Onderdeel              | Goud | Zilver | Brons |
| ---------------------- | --- | --- | --- |
| Handbaltoernooi mannen | Denemarken Niklas Landin Jacobsen Niclas Kirkeløkke Magnus Landin Jacobsen Emil Jakobsen Rasmus Lauge Emil Nielsen Magnus Saugstrup Hans Lindberg Mathias Gidsel Henrik Møllgaard Mikkel Hansen Lukas Jørgensen Lasse Andersson Simon Hald Thomas Sommer Arnoldsen Simon PytlickCoach: Nikolaj Jacobsen | Duitsland David Späth Johannes Golla Luca Witzke Sebastian Heymann Justus Fischer Juri Knorr Julian Köster Renārs Uščins Kai Häfner Tim Hornke Andreas Wolff Rune Dahmke Lukas Mertens Christoph Steinert Marko Grgić Jannik Kohlbacher Coach: Alfreð Gíslason | Spanje Gonzalo Pérez de Vargas Jorge Maqueda Alex Dujshebaev Rodrigo Corrales Adrià Figueras Imanol Garciandia Abel Serdio Agustín Casado Aleix Gómez Ian Tarrafeta Miguel Sánchez-Migallón Daniel Dujshebaev Kauldi Odriozola Daniel Fernández Javier Rodríguez Coach: Jordi Ribera |

Atletiek · Badminton · Basketbal · Boksen · Boogschieten · Breaking · Gewichtheffen · Golf · Gymnastiek · Handbal · Hockey · Judo · Kanovaren · Klimsport · Moderne vijfkamp · Paardensport · Roeien · Rugby · Schermen · Schietsport · Schoonspringen · Skateboarden  · Surfen · Synchroonzwemmen · Taekwondo · Tafeltennis · Tennis · Triatlon · Voetbal · Volleybal · Waterpolo · Wielersport · Worstelen · Zeilen · Zwemmen